# Signor Bonaventura
Il Signor Bonaventura è un personaggio immaginario dei fumetti ideato nel 1917 da Sergio Tofano e pubblicato dal Corriere dei Piccoli fino al 1978. Il personaggio è entrato col suo proverbiale milione nella cultura italiana del Novecento. Oltre alle riedizioni delle tavole storiche, da parte di editori come Adelphi, sono state realizzate trasposizioni televisive, teatrali e cinematografiche del personaggio.

## Personaggio
Il personaggio è un uomo alto sempre vestito con una giacca e un cappello rossi, larghi pantaloni bianchi e accompagnato da un cane bassotto; vive complicate avventure che lo portano invariabilmente a ricevere una ricompensa di un milione di lire.
I testi dei fumetti erano tutti composti da distici di ottonari a rima baciata, e iniziavano con le parole:
che divennero ben presto un tormentone noto a intere generazioni di bambini. Talvolta Tofano usò variazioni, come Qui comincia l'avventura..., Ricomincia la sventura..., Il signor Bonaventura, ricco ormai da far paura.... Le storie seguivano uno schema altamente regolare: la sventura del protagonista si trasformava in un beneficio altrui e culminava inevitabilmente nella fortunata vincita di "un milione" (di lire: cifra astronomica per l'epoca, divenuto "un miliardo" negli anni cinquanta). La ricompensa era quasi sempre raffigurata in forma di un enorme biglietto di banca manoscritto. Poche le storie che finiscono male per Bonaventura, come quando il cane, azzuffandosi con una gatta, riduce a brandelli i pantaloni del bel Cecè, e il nostro eroe si sente in dovere di risarcire il bellimbusto.
Tofano affiancò a Bonaventura il fedele bassotto giallo, che è presente in quasi tutte le storielle. Un altro personaggio ricorrente, ma decisamente molto più secondario, è il "bellissimo Cecè", che la vanità trascina in problematiche situazioni, immancabilmente risolte dal casuale intervento di Bonaventura. Il mondo di Bonaventura era popolato altresì da generosissimi re, baroni, contesse, ma non mancavano i cattivi, come il torvo e invidioso Barbariccia, col volto sempre coperto da una maschera verdognola (anzi spesso verdiccia, per comprensibili motivi di rima), e il disonesto barone Partecipazio. In seguito, sulle pagine del Corriere dei Piccoli, appare di tanto in tanto ad affiancare il protagonista il piccolo Pizzirì (Pizzirino, per intero, in alcuni episodi), figlio di Bonaventura, una vera e propria copia del padre distinguibile solo dalle dimensioni più ridotte e dai pantaloni alla zuava. Bonaventura ha anche una moglie, che appare poche volte, e solitamente è vestita di verde con una coroncina gialla sul capo.
Le avventure del Signor Bonaventura si distinguono per tre filoni principali. Il primo, che caratterizza il personaggio, in cui azioni apparentemente maldestre finiscono per tornare utili al prossimo, e terminano sempre con la ricompensa economica. Il secondo vede come coprotagonista di ogni storia un animale diverso, le cui caratteristiche specifiche portano involontariamente al tradizionale finale remunerativo. Il terzo vede Bonaventura ricco e invidiato da Barbariccia, il quale trova sempre il modo di sottrargli il denaro di nascosto, ma che in un modo o nell'altro non riesce a trattenere il bottino, finendo per lasciarlo tornare in mano al protagonista con dinamiche simili alle storie di Pierino e il burattino di Antonio Rubino.

## Storia editoriale
Il personaggio esordì il 28 ottobre 1917 sul n. 43 del Corriere dei Piccoli con una serie di tavole composte da otto vignette, ciascuna corredata da un testo in versi. Il successo fu immediato e venne pubblicato ininterrottamente ogni settimana fino al 1943, diventando uno dei fumetti di maggior successo del periodo. Dopo la guerra le pubblicazioni vennero riprese, per poi essere ridotte progressivamente nel corso degli anni cinquanta e sessanta. Negli anni settanta il personaggio venne ripreso dal disegnatore Carlo Peroni.

## Altri media
Cinema
- Rivista Cines n. 18 (1932).[5]
- Cenerentola e il signor Bonaventura (1941), interpretato da Paolo Stoppa e diretto da Sergio Tofano.[1][6]

Teatro
Tofano si dedicò anche alle rappresentazioni teatrali del personaggio, interpretandolo personalmente in sei commedie musicali da lui stesso scritte, messe in scena e dirette dal 1927 al 1953:
- Qui comincia la sventura del signor Bonaventura (1927), Edizioni Madella;
- Una losca congiura (1928);
- La regina in berlina (1929);
- L'isola dei pappagalli (1938);
- Bonaventura veterinario per forza (1948);
- Bonaventura precettore a corte (1953).

Televisione
Dopo un primo tentativo intorno alla metà degli anni ottanta di realizzare una serie TV a cartoni animati tradizionali, Gilberto Tofano, erede di Sto, assieme a Marco Bigliazzi ha realizzato tra il 2000 e il 2002 per la Rai due cortometraggi in computer grafica 3D dal titolo Bonaventura e il canotto e Bonaventura e il baule. Quest'ultimo ha vinto il premio al personaggio al Festival di Dervio del 2002.
A Sarabanda (Programma televisivo), Enrico Papi cita 
" Qui continua la sventura del signor Bonaventura,questa sera a Sarabanda, chi risponde alla domanda vincerà 100 milioni (Invece dell'assegno da 1 milione) se conosce le canzoni"

## Impatto culturale
Il personaggio venne utilizzato varie volte come testimonial in varie campagne come quelle per il prestito per la ricostruzione del 1945, per la Lotteria Radiotelefortuna del 1949, fino a dispense sui temi della finanza negli anni duemila.
Nel n. 73 di Rat-Man appare il personaggio di Brick Tempesta, un supereroe le cui storie ricalcano nello svolgimento quelle del personaggio, concludendosi con il classico nobiluomo che elargisce la somma di un milione come compenso; quando però Brick Tempesta va a pagarsi la cena al ristorante l'oste chiama la polizia proprio perché in realtà l'eroe gli sta porgendo il ben noto foglio con su scritto "un milione", dal dubbio valore economico. Il Signor Bonaventura compare anche come personaggio nel brano Abate cruento di Elio e le Storie Tese, presente nell'album Cicciput. Anche in questa occasione sfodera "l'assegno da un milione" e "l'assegno da un miliardo". Il personaggio è anche presente nel brano dei Sangue Misto Manca mone, nella strofa di Deda che recita: "Sogno di milioni su milioni come il signor Bonaventura"; alludendo anche qui al famoso assegno da un milione.
Il Museo dell'Attore di Genova ha acquisito nel 1979 dal figlio di Tofano moltissimi oggetti, costumi , scenografie del personaggio.

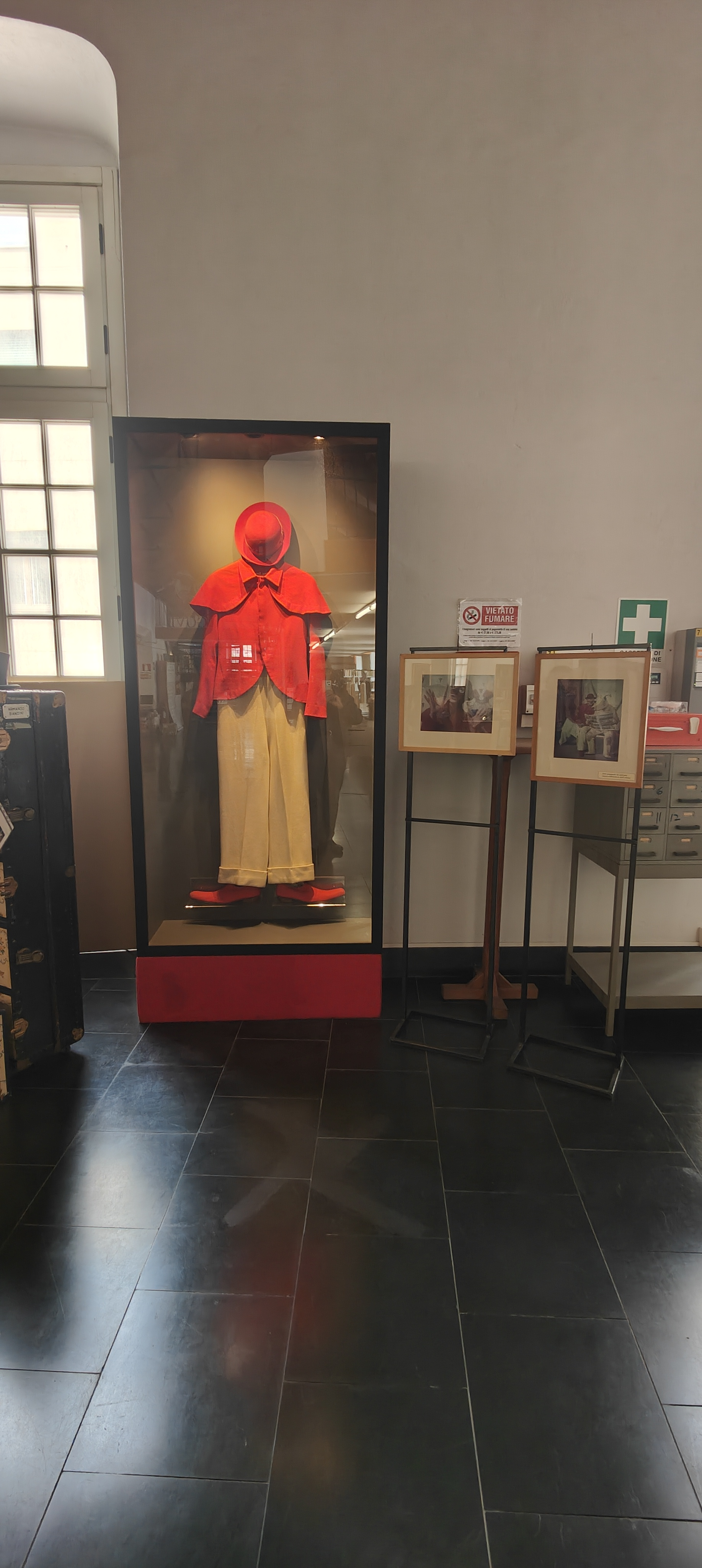
Costume originale di Tofano Signor Bonaventura, (Museo dell'Attore, Genova)